# Sandman – Traumland
Traumland (Originaltitel Dream Country) ist die dritte Sammlung von Graphic Novels aus der Comic-Serie Sandman, veröffentlicht von DC Comics. Sie beinhaltet die Hefte 17 bis 20. Geschrieben wurde sie von Neil Gaiman, illustriert von Kelley Jones, Charles Vess, Colleen Doran und Malcolm Jones III und gelettert von Todd Klein.
Sie erschien erstmals 1991 als Paperback, 1995 als Hardcover.
Die englische Ausgabe enthält die Original-Storyline zu Calliope von Neil Gaiman.

## Handlung
Wie die sechste Sammlung Fabeln und Reflexionen und die achte Sammlung World’s End besteht Traumland aus Kurzgeschichten, die keinen erkennbaren gemeinsamen Handlungsbogen haben. Die verbindenden Elemente all dieser Geschichten werden erst im Gesamtzusammenhang der Sandman-Geschichten sichtbar.
Traumland ist die kürzeste der zehn Sammlungen und besteht aus nur vier Teilen der Serie: Calliope (Nummer 17), Der Traum der tausend Katzen (Nummer 18), Ein Sommernachtstraum (Nummer 19) und Fassade (Nummer 20).

### Kalliope  (Calliope)
Dies ist die Geschichte des frustrierten Schriftstellers Richard Madoc, dessen erstes Buch von der Kritik gefeiert wurde. Nun ist er allerdings nicht mehr in der Lage, auch nur eine Zeile des Nachfolgers zu Papier zu bringen, obwohl sein Abgabetermin längst verstrichen ist. Er handelt mit einem älteren Kollegen Erasmus Fry um Kalliope, die Muse der Dichtkunst. Fry hielt diese jahrzehntelang gefangen, vergewaltigte sie und erhielt dadurch die Inspirationen für seine Bücher. Madoc verhält sich der Muse gegenüber ähnlich wie Fry. Kalliope kann die Furien herbeirufen, die ihr raten, Hilfe bei ihrem ehemaligen Liebhaber Oneiros (Dream) zu suchen. Dream ist zu diesem Zeitpunkt allerdings selbst noch Gefangener, sodass Madoc für einige Zeit seine nun erfolgreiche Karriere verfolgen kann. Nachdem Dream befreit ist, befreit er auch Kalliope und legt Madoc eine furchtbare Strafe auf.
Sowohl die Furien als auch die Verbindung zwischen Kalliope und Dream sind wichtige Bestandteile der Gesamtgeschichte.

### Der Traum der tausend Katzen (A Dream of a Thousand Cats)
Diese Geschichte erscheint zunächst als seltsame Laune Gaimans, eine Phantasie über eine Katze, die einen Traum hat, dass die Katzen dereinst wieder die Welt beherrschen würden, genau wie sie das früher taten, bevor eines ihrer Spielzeuge, ein kleiner Mensch, seinen Traum von der Herrschaft der Menschen unter seine Artgenossen brachte, bis genug Menschen davon träumten, selbst die Erde zu beherrschen – und dies dann auch geschah. Der Traum der Katze geht dahin, dass 1000 Katzen zum selben Zeitpunkt davon träumen müssen, wieder die Herrscher der Erde zu sein, dann würde es auch wahr und der Mensch wäre wieder nur das Spielzeug der Katzen, das man töten dürfe, wann immer man Lust habe.
Obwohl dies eine völlige Abweichung vom eigentlichen Handlungsbogen zu sein scheint, beinhaltet diese Geschichte doch eines der Kernmotive der ganzen Serie: Die Wirklichkeit ist im wörtlichen Sinne nach den Träumen der Menschen und anderer Tiere geschaffen.

### Ein Sommernachtstraum (A Midsummer Night’s Dream)
Dies ist das eigentliche Herz der ganzen Erzählung und wird von vielen als die beste Episode überhaupt angesehen. Es handelt von der Premiere von Shakespeares Stück Ein Sommernachtstraum, das Teil des Abkommens zwischen Shakespeare und Dream (vgl. Das Puppenhaus) war. Dream schenkt Shakespeare die Gabe, Stücke zu schreiben, die ewig gelten werden, und Shakespeare schreibt Dream dafür zwei Stücke. Ein Sommernachtstraum ist das erste davon.
Die Premiere findet vor einem außergewöhnlichen Publikum statt, nämlich vor genau jenem Volk der Elfen, von dem das Stück auch handelt: Oberon, Titania und Robin Goodfellow sitzen im Publikum – und amüsieren sich königlich. Letzterer nutzt diesen Aufenthalt auf der Erde zur Flucht und bleibt auf dieser Seite der Realität, was für Dream später Folgen haben wird.
Diese Episode erhielt 1991 als erster und einziger Comic den World Fantasy Award für Kurzgeschichten, was einen indignierten Aufschrei bei all jenen auslöste, die meinten, ein Comic-Heft dürfte einen solchen Preis nicht erhalten. Die Regeln für die Preisvergabe wurden dann auch geändert, um eine Wiederholung dieses Vorgangs zu verhindern.
Erst in der allerletzten Ausgabe des Sandman, Das Erwachen, wird der zweite Teils des Vertrags zwischen Shakespeare und Dream erfüllt. Das zweite Stück ist Der Sturm, Shakespeares letztes Werk.

### Fassade (Façade)
Diese Geschichte handelt von Element Girl, einem der weniger bekannten Charaktere aus dem DC-Universum. Er porträtiert sie als lebensmüde ehemalige Superheldin, die jetzt von einer schmalen Rente lebt, sich wegen ihres freakhaften Äußeren nicht vor die Tür traut und endlos Zigarettenkippen in Masken ausdrückt, die sie bei ihren wenigen Auftritten in der Öffentlichkeit trägt. Sie will sterben, aber kann das wegen ihrer Fähigkeiten nicht: Wie verwundet man einen Stein tödlich? Death zeigt ihr am Ende einen Weg.